# Creagrutus yanatili
Creagrutus yanatili är en fiskart som beskrevs av Edgar von Harold och Salcedo 2010. Creagrutus yanatili ingår i släktet Creagrutus och familjen Characidae. Inga underarter finns listade i Catalogue of Life.